# Leucoma sevastopuloi
Leucoma sevastopuloi är en fjärilsart som beskrevs av Collenette 1955. Leucoma sevastopuloi ingår i släktet Leucoma och familjen tofsspinnare. Inga underarter finns listade i Catalogue of Life.